# Julio Guillén Tato
Julio Guillén Tato   (Alacant, 5 d'agost de 1897 - Madrid, 27 de novembre de 1972) fou un militar i historiador alacantí, membre de la Reial Acadèmia Espanyola i de la Reial Acadèmia de la Història. Va fer treballs sobre arqueologia i arquitectura naval, marins il·lustres, esdeveniments navals, lèxic mariner, cartografia i sobre Alacant.

## Biografia
Era fill del pintor Heliodoro Guillén Pedemonti, i nebot d'Emilio Guillén Pedemonti, autor de La canción del Legionario (himne de la Legió Espanyola). Va estudiar tècniques de dibuix al taller de l'escultor Vicente Bañuls Aracil, però influït per la lectura de Jordi Joan i Santacília, el 1913 va ingressar a l'Escola Naval Militar de San Fernando (Cadis). El 1916 ascendí a guardiamarina i el 1918 alferes de navili. El 1921 va ingressar a l'Escola d'Aeronàutica Naval de Barcelona, i després participà en la Guerra del Rif, on fou guardonat amb la Creu de Primera Classe del Mèrit Naval amb distintiu vermell. També participà en curses de dirigibles. El 1927 també va rebre la medalla de l'Orde de Carles III.
El 1928 va rebre l'encàrrec de catalogar el Museu Naval de Madrid i el 1929, com a tinent de navili, fou encarregat de construir una rèplica de la caravel·la Santa Maria, que va entregar a l'Armada Espanyola. El 1932 fou ascendit a capità de corbeta i va rebre la Creu del Mèrit Aeronàutic.
En produir-se el cop d'estat del 18 de juliol de 1936 fou tancat a la presó Model de Madrid. Aconseguí sortir en novembre i es va refugiar a l'ambaixada de Polònia. D'allí marxà a València, d'on fugí a Polònia. Després va anar a Portugal i s'establí a Cadis. Les autoritats franquistes, però, el consideraren afecte a la República i el donaren de baixa de l'Armada el 1938. Un cop acabada la guerra, el 1941, fou rehabilitat, ascendit a capità de fragata i nomenat director del Museu Naval de Madrid, càrrec que va mantenir fins a la seva mort.
El 1942 va ingressar a la Reial Acadèmia de la Història i fou nomenat director de l'Institut Històric de la Marina. El 1948 va gestionar la cessió del vell palau dels marquesos de Santa Cruz com a seu del Museu Naval. El 1950 viatjà a Perú com a representant de la Reial Acadèmia de la Història al Congrés Panamericà de Geografia i Història. El 1951 exercí com a assessor naval en la pel·lícula Alba de América, per a la que va construir una nova rèplica de la Santa Maria.
El 1958 fou nomenat secretari perpetu de la Reial Acadèmia de la Història. El 1959 va ascendir a contralmirall i el 1961 va rebre la Gran Creu de l'Orde d'Isabel la Catòlica. El 1963 va ingressar en la Reial Acadèmia de la Llengua i en la Hispanic Society of America. El 1972 va rebre l'Orde del Mèrit Civil.

## Obres
- Amenidades de la Historia (1930)
- Iconografía de los Capitales Generales de la Armada (1934)
- La náutica española en el siglo XVII (1935)
- Los tenientes de navío Jorge Juan y Santacilia y Antonio de Ulloa y de la Torre-Guiral y la medición del Meridiano (1936)
- La carabela Santa María. Apuntes para su reconstrucción (1943)
- Monumenta Chartographica Indiana vol. I (1942)
- Cartografía marítima española (1943)
- El primer viaje de Cristóbal Colón (1943)
- Independencia de América. Índice de los papeles de expediciones de Indias (1953)